# Pseudopanolis takao
Pseudopanolis takao är en fjärilsart som beskrevs av Inaba 1927. Pseudopanolis takao ingår i släktet Pseudopanolis och familjen nattflyn. Inga underarter finns listade.